# Moser Glacier
Moser Glacier är en glaciär i Antarktis. Den ligger i Västantarktis. Argentina, Chile och Storbritannien gör anspråk på området. Moser Glacier ligger 949 meter över havet.
Terrängen runt Moser Glacier är bergig åt nordväst, men åt sydost är den kuperad. Trakten är obefolkad. Det finns inga samhällen i närheten. 